# Лоріто зеленоголовий
Лорі́то зеленоголовий (Geoffroyus simplex) — вид папугоподібних птахів родини Psittaculidae. Ендемік Нової Гвінеї.

## Опис
Довжина птаха становить 23-25 см. Забарвлення переважно зелене, края крил жовті, нижні покривні пера крил сині. Дзьоб чорний, райдужки світло-жовті. У дорослих самців на грудях і на верхній частині спини є широкий синій "комірець", який утворює кільце. У самиць потилиця має синій відтінок, смуга на грудях відсутня. У молодих птахів синій "комірець" також вітсутній, дзьоб у них світліший. Представники підвиду G. s. buergersi є дещо більшими, у самців цього підвиду "комірець" на спині є тьмянішим і ширшим.

## Підвиди
Виділяють два підвиди:
- G. s. simplex (Meyer, AB, 1874) — гори на півночі півострова Чендравасіх;
- G. s. buergersi Neumann, 1922 — гори Центрального хребта Нової Гвінеї.

## Поширення і екологія
Зеленоголові лоріто живуть у вологих гірських і рівнинних тропічних лісах і на узліссях Нової Гвінеї. Зустрічаються на висоті від 600 до 2300 м над рівнем моря, переважно на висоті від 800 до 1900 м над рівнем моря, великими зграями до 200 птахів.